# عصبية قبلية
العصبية القبلية أو العنصرية القبلية أو النزعة القَبلية أو النزعة العشائرية
 هي مصطلح يعنى الموالاة بشكل تام للقبيلة أو العشيرة أو العائلة ومناصرتها ظالمة أو مظلومة. وكتعريف وهي أحد أنواع العصبيات المندرجة تحت السلوك الإنساني. ويطلق هذا المصطلح أحيانا على العصبية المذهبية والعصبية الطائفية والعصبية المناطقية

## أصل الكلمة
وهذه العبارة مشتقة من الكلمتين التاليتين:
- عصبية: من مادة عصب وهو التمسك بالشئ والتشدد له
- قبلية: وهي النسبة إلى القبيلة (وهي يأتي ضمنها العشيرة أو العائلة الكبيرة ذات الجد الواحد)

وقد اشتهر العرب قبل الإسلام بهذا الخلق حتى أن الحروب كانت تقوم وقد يقتل المرء فقط بسبب قبيلته أو انتماءه سبيل ذلك . ولله الحمد جاء الإسلام و قضى عليها.

## العصبية في العصر الجاهلي
كان المجتمع العربي في الجاهلية مجتمعاً قبليّاً في البوادي والحواضر تحكمه القوانين والأعراف التي تضمن للقبيلة بقاءها، ولذلك شاعت بينهم العصبية وكانت هذه العصبيَّة على طبقات تناسب الجماعة التي ينتسب إليها أحدهم، فهو في قبيلته يتعصب لأسرته على سائر الأسر، والبطن الذي هو منه على سائر البطون، ويتعصب للقبائل التي يجمعها مع قبيلته أب واحد قريب على القبائل التي يجمعها مع قبيلته أب بعيد، وإلى جانب رابطة الدَّم هذه كانت روابط أخرى كالولاء والجوار والتحالف والمصاهرة، وكلُّها داعيةٌ إلى ضروب من التَّعصب متفاوتة القوة، وتقتضي هذه العصبيَّة أموراً تدلُّ عليها أمثالهم وأشعارهم، ومنها أن يكون همُّ القبيلة والدفاع عنها مقدَّماً على ما سواه من الهموم الخاصَّة، ولاسيَّما إذا كان الرَّجل سيِّداً في قبيلته، وفي ذلك يقول عامر بن الطُّفيل العامري:
وتقتضي أن تنصر القبيلةُ أيَّ فرد منها على من سواه، ظالماً كان أو مظلوماً، من دون أن يسـألوا عن الحق إلى أي جانبٍ هو، ولذلك أثنى قريط بن أنيف العنبري على بني مازن لاجتماعهم عند الحفيظة، فقال:
ويظهر تعصب الجاهلي لأقاربه الأدنين على أقاربه الأبعدين في مثل قول قيس بن زهير العبسي حين قتـل حمل بن بدر الفزاري الذبياني في حرب كانت بين الحيين، وكلاهما من غطفان:
وكان على القبيلة أن تحمل مجتمعـةً عواقب أي جناية يجنيها أحد أفرادها أو تُجنى عليها، ولذلك قالوا في أمثالهم: «في الجريرة تشترك العشيرة». ومن مظاهر العصبيَّة القبليَّة أن الجاهليَّ كان عليه أن يسير في ركاب الجماعة، ولو كان يراهم على غير هدى، حفاظاً على وحدة كلمتهم، ويصوِّر ذلك دريد بن الصِّمَّة في قوله:

## الإسلام وموقفه من العصبية القبلية
- قال تعالى : ﴿يَا أَيُّهَا الَّذِينَ آمَنُوا لَا يَسْخَرْ قَوْمٌ مِنْ قَوْمٍ عَسَى أَنْ يَكُونُوا خَيْرًا مِنْهُمْ وَلَا نِسَاءٌ مِنْ نِسَاءٍ عَسَى أَنْ يَكُنَّ خَيْرًا مِنْهُنَّ وَلَا تَلْمِزُوا أَنْفُسَكُمْ وَلَا تَنَابَزُوا بِالْأَلْقَابِ بِئْسَ الِاسْمُ الْفُسُوقُ بَعْدَ الْإِيمَانِ وَمَنْ لَمْ يَتُبْ فَأُولَئِكَ هُمُ الظَّالِمُونَ ۝١١﴾[6]
- قال تعالى : ﴿يَا أَيُّهَا النَّاسُ إِنَّا خَلَقْنَاكُمْ مِنْ ذَكَرٍ وَأُنْثَى وَجَعَلْنَاكُمْ شُعُوبًا وَقَبَائِلَ لِتَعَارَفُوا إِنَّ أَكْرَمَكُمْ عِنْدَ اللَّهِ أَتْقَاكُمْ إِنَّ اللَّهَ عَلِيمٌ خَبِيرٌ ۝١٣﴾[7]
- قال تعالى : ﴿وَاعْتَصِمُوا بِحَبْلِ اللَّهِ جَمِيعًا وَلَا تَفَرَّقُوا وَاذْكُرُوا نِعْمَةَ اللَّهِ عَلَيْكُمْ إِذْ كُنْتُمْ أَعْدَاءً فَأَلَّفَ بَيْنَ قُلُوبِكُمْ فَأَصْبَحْتُمْ بِنِعْمَتِهِ إِخْوَانًا وَكُنْتُمْ عَلَى شَفَا حُفْرَةٍ مِنَ النَّارِ فَأَنْقَذَكُمْ مِنْهَا كَذَلِكَ يُبَيِّنُ اللَّهُ لَكُمْ آيَاتِهِ لَعَلَّكُمْ تَهْتَدُونَ ۝١٠٣﴾[8]
- قال تعالى : ﴿أَلَمْ نَخْلُقْكُمْ مِنْ مَاءٍ مَهِينٍ ۝٢٠﴾ فعلام الكبرياء وعلام التعالي.[9]
- و كنعان ولد نوح ﷺ اغرقه الله وهو ولد نبي من انبياء الله ﴿وَنَادَى نُوحٌ رَبَّهُ فَقَالَ رَبِّ إِنَّ ابْنِي مِنْ أَهْلِي وَإِنَّ وَعْدَكَ الْحَقُّ وَأَنْتَ أَحْكَمُ الْحَاكِمِينَ ۝٤٥ قَالَ يَا نُوحُ إِنَّهُ لَيْسَ مِنْ أَهْلِكَ إِنَّهُ عَمَلٌ غَيْرُ صَالِحٍ فَلَا تَسْأَلْنِ مَا لَيْسَ لَكَ بِهِ عِلْمٌ إِنِّي أَعِظُكَ أَنْ تَكُونَ مِنَ الْجَاهِلِينَ ۝٤٦﴾[10]
- من طلب العزَّة بأصله ففيه شبهٌ من إبليس لعنه الله ﴿قَالَ مَا مَنَعَكَ أَلَّا تَسْجُدَ إِذْ أَمَرْتُكَ قَالَ أَنَا خَيْرٌ مِنْهُ خَلَقْتَنِي مِنْ نَارٍ وَخَلَقْتَهُ مِنْ طِينٍ ۝١٢﴾[11]
- شدد الإسلام عن نهي العصبية القبيلة وان الجنة لاتدخلها بالأنساب فمثال : كان أبو لهب من اشراف قبيلة قريش وكان عم الرسولﷺ لكنه ﴿سَيَصْلَى نَارًا ذَاتَ لَهَبٍ ۝٣﴾ [12]
- و بلال بن رباح عبد حبشي أسود سمع الرسول ﷺ خشخشة نعله في الجنة[13]
- قال النبي محمد ﷺ: ( لَيْسَ مِنَّا مَنْ دَعَا إِلَى عَصَبِيَّةٍ وَلَيْسَ مِنَّا مَنْ قَاتلَ عَلَى عَصَبِيَّةٍ وَلَيْسَ مِنَّا مَنْ مَاتَ عَلَى عَصَبِيَّةٍ).[14]
- قال النبي محمد ﷺ: (إِنَّ اللَّهَ أَوْحَى إِلَيَّ أَنْ تَوَاضَعُوا حَتَّى َلا يَفْخَرَ أَحَدٌ عَلَى أَحَدٍ ولا يَبْغِ أَحَدٌ عَلَى أَحَدٍ).[15]
- قال النبي محمد ﷺ: (لا فرق بين عربي وأعجمي إلا بالتقوى)
- قال النبي محمد ﷺ: (إن الله عز وجل قد أذهب عنكم عبية الجاهلية وفخرها بالآباء مؤمن تقي وفاجر شقي أنتم بنو آدم وآدم من تراب ليدعن رجال فخرهم بأقوام إنما هم فحم من فحم جهنم أو ليكونن أهون على الله من الجعلان التي تدفع بأنفها النتن )[16]

## أجمل ماقيل ضد التعصب
| عصبية قبلية       | "الناس من جهة التمثيل أكفاء *** أبوهم آدم، والأم حواء فإن يكن لهم من بعد ذا نسب *** يفاخرون به، فالطين والماء" | عصبية قبلية |
| — علي بن أبي طالب | |             |

| عصبية قبلية     | "أبي الإسْلامُ لا أَبَ لِي سِوَاهُ *** إِذَا هَتَفُوا بِبَكْرٍ أَو تَميمِ بدعوى الجاهلية لم أجبهم *** ولا يدعوا بها غير الأثيم" | عصبية قبلية |
| — سلمان الفارسي | |             |

| عصبية قبلية       | "أَيُّها الفَاجِرُ جَهْلاً بِالنَّسَبْ *** إنما الناس لأم ولأب هل تراهم خلقوا من فضة *** أم حديد أم نحاس أم ذهب، بل تراهم خلقوا من طينة *** هَلْ سِوَى لَحْمٍ وعَظْمٍ وَعصَب " | عصبية قبلية |
| — علي بن أبي طالب | |             |

| عصبية قبلية         | "الناس للناس من عرب ومن عجم *** بعض لبعض وان لم يشعروا خدم" | عصبية قبلية |
| — أبو العلاء المعري |                                                             |             |

| عصبية قبلية | "آل النبي همُ أتباعُ ملتهِ *** من الأعاجم والسودانِ والعربِ ؛ لو لم يكن آله إلاّ أقاربه *** صلى المصلي على الطاغي أبي لهبِ " | عصبية قبلية |
| — الهبل     | |             |

## العصبية القبلية في العصر الحديث
في عقد التسعينات من القرن العشرين، قامت حرب قبلية بين قبيلتان من رواندا، هما قبيلة الهوتو وكانوا مزارعين يكدحون في الأرض يستخرجون منها معاشا متواضعا، وقبيلة التوتسي وهم قبيلة أقل عددا من الرعاة تمكنوا من السيطرة على الأغلبية من الهوتو بفضل الأموال التي كانت تدرها عليهم تربية قطعان الأبقار. الزواج المختلط بين افراد القبيلتين وتعاقب الزمان شكلا ثقافة ودينا ولغة مشتركة بين القبيلتين طمست تلك الانقسامات الاثنية، لكن بدلا من أن تكون القبيلتان متمايزتين أصبح ينظر إلى قبيلة التوتسي على أنهم الحكام وقبيلة الهوتو على أنهم المحكومون